# Guy Bowers
Pour les articles homonymes, voir Bowers.

a Compétitions nationales et continentales officielles uniquement.

b Matchs officiels uniquement.
Dernière mise à jour le 13 décembre 2009.
Richard Guy Bowers, né le 5 novembre 1932 à Rawhiti (Nouvelle-Zélande) et décédé le 11 juin 2000 à Motueka, est un joueur de rugby à XV qui joue avec l'équipe de Nouvelle-Zélande. Il évolue au poste de demi d'ouverture (1,70 m pour 70 kg). 

## Carrière
En 1953-1954 il est sélectionné à deux reprises avec les All Blacks, qui font une tournée en Europe et en Amérique du Nord. Il dispute son premier test match avec l'équipe de Nouvelle-Zélande le 9 janvier 1954 contre l'Irlande pour une victoire 14-3. Il perd contre la France 0-3 le 27 février 1954, pour sa dernière rencontre internationale.

## Palmarès
- Sélections avec les All Blacks :  2 en 1954
- Nombre de matchs avec les All Blacks : 15, 6 points marqués